# Die Vögel (Aristophanes)
Die Vögel (altgriechisch Ὄρνιθες Ornithes) ist eine Komödie von Aristophanes. In dem Bühnenstück, erstmals aufgeführt im Jahr 414 v. Chr., beschreibt der antike Dichter die Machtergreifung der Vögel mithilfe zweier Athener Exilanten, Peisthetairos (von griechisch Πεισθέταιρος „Berater“) und Euelpides (von griechisch Εὐελπίδης „gute Hoffnung“). Das Theaterstück besteht aus fünf Akten.

## Handlung

### 1. Akt
Vorstellung von Peisthetairos und Euelpides, die aus Athen wegziehen, um eine neue Stadt zu gründen, in der Geld wie Dreck weggeworfen wird, um nicht daran zu ersticken. Wie sich im Verlauf des Stückes herausstellt, ist Peisthetairos aus eigenem Antrieb aus Athen gezogen, während Euelpides nur mitgegangen ist, um seinen Gläubigern zu entkommen. Sie kommen an den Palast des Königs der Vögel. Euelpides versucht ihn zu rufen, wird von dessen Sklaven, einem phantastischen Vogel, angesprochen, der sie aber für Vogelsteller hält und ihnen mit dem Tod droht. Euelpides behauptet, dass sie Vögel seien, denen infolge der Mauserung das Federkleid vollständig fehle. Peisthetairos bittet um Audienz und deutet an, dass durch seinen Rat die Vögel die Herrschaft wiedererlangen könnten. König Wiedehopf tritt auf, und es stellt sich heraus, dass er ebenfalls einst ein Athener war, der von den Menschen schlecht behandelt wurde und sich deshalb den Vögeln zuwandte. Leider sei die Macht der Vögel nicht sehr groß. Peisthetairos rät, die Macht zu vergrößern, indem eine Stadt im Himmel, der ja das Reich der Vögel sei, gebaut werden solle. Sei die Stadt erst gebaut, könnten die Vögel die Macht ergreifen, da jeder Transfer zwischen Menschen und den Göttern bei Tag durch die Adler und bei Nacht durch die Eulen kontrolliert werden könne. Wenn sich die Götter widersetzten, könnten sie durch Hunger (mittels Blockade) zur Einsicht gebracht werden. Um vor den Göttern geschützt zu sein, müsse aber die Stadt fertig gebaut sein, bevor diese etwas merkten.
König Wiedehopf gefällt die Idee, allerdings muss erst das Vogelparlament zustimmen. Die Nachtigall wird beauftragt, das Parlament zusammenzurufen.

### 2. Akt
Die Vertreter der Vogelarten treffen ein und werden von König Wiedehopf vorgestellt. Der König trägt den Plan des Menschen Peisthetairos vor. Der Chorführer macht dem König den Vorwurf, dass er auf einen Menschen höre, obwohl er doch allen Vögeln eingeschärft habe, dass ewige Feindschaft zwischen Vögeln und Menschen bestehe. Überdies hat Peisthetairos noch nicht einmal seinen Bratspieß weggelegt, mit dem Vögel gegrillt werden. Erneut wird Peisthetairos und Euelpides mit dem Tod gedroht. Die Pläne werden als Schlingen bezeichnet, um alle Vögel an den Spieß zu bringen. Der König kann die Vögel überzeugen, den Plan dennoch anzuhören, und die Vögel nehmen ihn schließlich an. Peisthetairos schmeichelt den Vögeln, indem er ihnen sagt, dass die Vögel einst Könige gewesen seien und die Götter ihnen die Macht erst später entrissen hätten. Wenn die Vögel eine Stadt bauten, die am Horizont ihre Stützmauern habe und sich über die Erde wölbe, könnten sie die Herrschaft wiedererlangen, indem sie einerseits die Menschen einschüchterten und andererseits die Götter durch das Abfangen der Opfer (diese wurden verbrannt, der Rauch diente den Göttern als Mahlzeit) aushungerten.
Die Vögel stimmen zu.

### 3. Akt
Peisthetairos und Euelpides verwandeln sich in Vögel. Sie überlegen, wie sie die Stadt nennen sollen. Die Überlegungen „Neu-Sparta“ (nach dem Stadtstaat Sparta) und „Schöne Aussicht“ werden verworfen, man einigt sich auf „Wolkenkuckucksheim“ (altgriechisch Νεφελοκοκκυγία Nephelokokkygia). Xanthias, den Peisthetairos aus Aristophanes’ Stück Die Frösche kennt, tritt auf. Zur Stadtgründung treten auch andere Personen auf: Zunächst ein Priester für die Opfergaben und natürlich, um sich finanziell abzusichern. Dann ein Dichter, um die Stadt zu besingen – Peisthetairos will ihn zunächst hinausprügeln, wird aber von Xanthias überzeugt, dass es besser sei, den Dichter zu beschenken, damit er Lobeshymnen über die Stadt verfasse. Anschließend ein Wahrsager, der droht, eine düstere Zukunft vorauszusagen, wenn er nicht bezahlt werde (auf Befehl des Peisthetairos wird er von Xanthias verprügelt). Zuletzt ein Stadtplaner (Meton), der seine Dienste anbietet und ebenfalls von Xanthias verprügelt wird, sowie ein attischer Stadtvogt, der Bestechungsgelder will, da er ansonsten unvorteilhafte Dokumente von Peisthetairos veröffentlichen werde. Nachdem Peisthetairos scheinbar einlenkt, wird auch der Stadtvogt von Peisthetairos und Xanthias verprügelt.

### 4. Akt
Die Stadt ist fertiggestellt. Alle am Bau der Stadt beteiligten Vogelarten werden aufgezählt, ebenso ihre Taten. Ein Wächter eilt herbei und berichtet, dass sich ein Gott in die Stadt begeben hat. Wie sich herausstellt, handelt es sich um Iris, die von den Göttern zur Erde gesandt wurde und den Vögeln droht. Peisthetairos prophezeit ihr, dass die Götter bald aus Hunger auf allen Vieren zu ihnen angekrochen kämen. Anschließend verkündet ein Herold die Unterwerfung von Groß-Athen. Die zunächst widerstrebenden Athener konnten dadurch überzeugt werden, dass Vogelschwärme die Sonne verdunkelten und gedroht wurde, die Stadt in Vogelkot zu ersticken.

### 5. Akt
Prometheus, erst vor kurzem von Herakles vom Felsen befreit, tritt auf und wird von Peisthetairos freundlich begrüßt. Prometheus erzählt ihm vom Hunger auf dem Olymp und prophezeit Peisthetairos, dass von Zeus eine Verhandlungs-Delegation geschickt werde, denn nicht nur die Götter des Olymps hungerten.
In der Tat: Da sich die neue Stadt über den gesamten Erdkreis erstreckt, hungern auch die Barbarengötter, sie beschweren sich bereits bei Zeus. Prometheus stellt Triball vor, den Sprecher der Barbarengötter. Dieser nimmt neben Poseidon und Herakles an der Delegation der Götter teil. Prometheus drängt Peisthetairos, keinen Vertrag mit den Göttern abzuschließen, ehe er nicht Basileia von Zeus zur Gemahlin bekomme. Peithetairos ist zunächst nicht angetan, wird aber durch Prometheus überzeugt, der ihm prophezeit, dass er durch Basileia auch ein Zepter erhalten, also König werde. Um bei den Verhandlungen einen Vorteil zu haben, werden zwölf Hühner als sogenannte Rebellen am Bratspieß hingerichtet. Durch den Duft werden Triball und Herakles von der Notwendigkeit der Unterwerfung der Götter und der Heirat Basileias mit Peisthetairos überzeugt; der warnende Poseidon wird überstimmt.
Peisthetairos wird auf den Olymp eingeladen und bei seiner Rückkehr von den Vogelchören wie ein Herrscher begrüßt. Der Schluss stellt die Hochzeitsfeier mit Basileia dar, auf der die Götter erscheinen und die Vögel in militärischer Formation vorbeimarschieren.

## Hintergrund
Das Werk gilt als Kritik an der damaligen Politik Athens, insbesondere unter Perikles, das sich von einem Primus inter pares im Seebund zu einem Imperium gewandelt hatte und seine Macht gegenüber Bundesgenossen durch Drohungen durchsetzte. Dieser Machtwille führte zum Peloponnesischen Krieg. Des Weiteren werden einzelne Berufsgruppen herausgehoben und verstärkt kritisiert. Aufgrund ihrer szenischen Geschlossenheit wird die Komödie Die Vögel häufig als die gelungenste des Dichters bezeichnet.

## Nachwirkung
Moderne Adaptionen des Stückes gaben Johann Wolfgang von Goethe, Karl Kraus und Peter Hacks. Goethes Bearbeitung wurde 1780 in Ettersburg uraufgeführt. Sie ist mit zahlreichen Anspielungen versehen, unter anderem auf Johann Jakob Bodmer, der hier durch den Wiedehopf verkörpert ist. In dieser Version wird die Wiederkehr von Peisthetairos, den Goethe Pisthetairos nennt, und Basileia aus dem Olymp als separater sechster Akt geführt.
Auch Carl Robert (1920), Fritz Diettrich (1941) und Ernst R. Lehmann-Leander (1948) übertrugen das Werk ins Deutsche. Dr. Owlglass verfasste 1910 eine Übersetzung in Reimversen.
Die 1919 vollendete Oper Die Vögel von Walter Braunfels hat Aristophanes’ Komödie zum Vorbild. Auch Daphne du Mauriers Kurzgeschichte The Birds sowie Alfred Hitchcocks 1963 gedrehte Verfilmung Die Vögel schildern eine Machtergreifung der Vögel.
Aristophanes’ Stück wurde 1959 im Odeon des Herodes Atticus vor etwa 5000 Menschen aufgeführt. Da die Zuschauer die Darstellung des Weihrauchkesselschwingens fälschlicherweise als Parodie auf christliche Gottesdienste auffassten, verließen sie unter Protest die Vorstellung. Die griechische Regierung verbot daraufhin weitere Darbietungen des Stückes.

## Ausgaben
- Aristophanes: Die Vögel. Komödie. Hrsg.: Niklas Holzberg (= Reclams Universal-Bibliothek. Nr. 19130). Reclam, Stuttgart 2013, ISBN 978-3-15-019130-9 (griechisch: Aves. Übersetzt von Niklas Holzberg).
- Aristophanes: Die Vögel. Komödie, deutsche Textfassung für die neuzeitliche Bühne eingerichtet und kommentiert von Ulrich Sinn. Ergon, Würzburg 2011, ISBN 978-3-89913-843-6 (Originaltitel: Aves.).
- Aristophanes: Die Vögel. Eingeleitet und kommentiert von Peter Rau, Text deutsch und griechisch (= Aristophanes: Komödien, 4 Bände. Band 2). WBG, Darmstadt 2016, ISBN 978-3-534-26849-8, S. 213–336 (griechisch: Aristophanes: Comoediae. Übersetzt von Peter Rau, ganze Reihe: ISBN 978-3-534-26829-0 - vier Bände).
- Stefan Haenni: D Vögu ... oder Sky City (Schweizerdeutsch), frei nach „Die Vögel“ vom Aristophanes (= Die Jugendreihe, Band 196), Theaterverlag Elgg, Belp 2012, DNB 1032752033.
- Tim Krohn, Lika Nüssli (Illustrationen): Das Wolkenkuckucksheim, frei nach dem Theaterstück „Die Vögel“ von Aristophanes. Stiftung Schweizerisches Jugendschriftenwerk SJW, Zürich 2010, ISBN 978-3-7269-0570-5; französisch: Coucouville-les-nuées, ISBN 978-3-7269-0571-2 (zeitgleiche französische Version).